# Петропавловка (Хабаровський район)
Петропа́вловка (рос. Петропавловка) — село у складі Хабаровського району Хабаровського краю, Росія. Адміністративний центр та єдиний населений пункт Петропавловського сільського поселення.

## Населення
Населення — 125 осіб (2010; 104 у 2002).
Національний склад (станом на 2002 рік):
- росіяни — 81 %